# Martin Blank
Martin Blank (* 5. Februar 1897 in Barmen; † 11. März 1972 in Bremen) war ein deutscher Politiker (FDP, FVP, DP).

## Leben
Der Protestant Blank studierte an der Eberhard Karls Universität Tübingen Staatswissenschaften. 1919 wurde er im Corps Franconia Tübingen recipiert. 1920 wurde zum Dr. sc. pol. promoviert. Er war von 1922 bis 1939 Leiter der Berliner Verwaltungsstelle der Gutehoffnungshütte. Anschließend nahm er bis 1945 am Zweiten Weltkrieg als Wehrmachtssoldat teil. Von 1945 an war er Direktor in der Hauptverwaltung der Gutehoffnungshütte. Blank war Mitglied der Deutschen Atlantischen Gesellschaft und sprach auch im Rahmen der Vortragsreihe der Staats- und Wirtschaftspolitischen Gesellschaft. Außerdem war er Vorsitzender des Verwaltungsrates des Industrie-Pensions-Verein e. V.

## Politik
Als enger Vertrauter von Paul Reusch galt er seit den 1920er Jahren, als einer der führenden Vertreter der westlichen Schwerindustrie in Berlin.
Ursprünglich gehörte Blank der Freien Demokratischen Partei an. Er war Mitverfasser des FDP-Wirtschaftsprogramms von 1948. Er verließ die Liberalen 1956 mit dem sog. „Ministerflügel“ (auch Euler-Gruppe genannt) aus Protest gegen den Koalitionswechsel in Nordrhein-Westfalen und begründete die Freie Volkspartei (FVP) mit. Bereits im März 1957 wurde er durch die Vereinigung der FVP mit der DP Mitglied der Deutschen Partei. Blank gehörte dem Deutschen Bundestag seit der ersten Bundestagswahl 1949 bis 1957 an. Von 1953 bis zu seinem Parteiaustritt war er Parlamentarischer Geschäftsführer der FDP-Fraktion. Anschließend bekleidete er dasselbe Amt in der FVP-Fraktion. 1952 bis 1957 war Blank stellvertretender Vorsitzender des Haushaltsausschuss des Bundestags. Dem Unterausschuss für die Rechnungsprüfung saß er von 1953 bis 1957 vor.
Blank gehörte neben Erwin Schoettle (SPD), Rudolf Vogel (CDU), Wilfried Keller (GB/BHE) und Heinrich Schild (DP) zur ersten Besetzung des Vertrauensgremiums für die geheimen Haushaltspläne der Nachrichtendienste des Bundes, das am 22. Februar 1956 erstmals zusammenkam.
Vom 16. Juli 1952 bis zum 29. Oktober 1957 war Blank auch Mitglied des Europaparlaments, in dem er Vorsitzender des Ausschusses für Haushalt und Verwaltung war.
Er war Mitglied im Stahlhelm und saß im Beirat des Mitteleuropäischen Wirtschaftstages.